# Gun Shy - Un revolver in analisi
Gun Shy - Un revolver in analisi (Gun Shy) è un film del 2000 diretto da Eric Blakeney e interpretato da Liam Neeson, Sandra Bullock e Oliver Platt.

## Trama
Charlie Mayeaux è un agente dell'FBI in forza alla DEA infiltrato nella malavita che dopo essere stato quasi ucciso perde il suo coraggio e la sua sicurezza. Deciso a ritirarsi, i suoi superiori gli impongono di partecipare a un'ultima operazione per catturare Fulvio Nesstra, uno spietato gangster della malavita newyorkese d'origini italiane. Lo stress procura a Charlie, oltre a sedute di analisi e terapie di gruppo, problemi intestinali per i quali è costretto a rivolgersi all'infermiera Judy Tipp. Ne nasce una relazione basata sui cibi salutari e giardinaggio.
Il suo compito nell'operazione è di fare da intermediario tra il clan dei Minetti, cui appartiene Fulvio, e il narcotrafficante colombiano Fidel Vaillar. I due malavitosi si dimostrano diversi da come sono descritti: Fulvio odia il lavoro di gangster e Fidel è un omosessuale che vuole passare il resto della vita con la sua guardia del corpo. Il superiore di Charlie si dimostra un agente corrotto in accordo con don Carmine Minetti, boss della mafia newyorkese e genero di Fulvio. Alla fine Judy e colleghi della terapia di gruppo, travestiti da agenti dell'FBI, irrompono alla riunione tra malavitosi, salvando sia Charlie che Fulvio da morte certa.

## Critica
Elvis Mitchell del New York Times ha affermato che "la regia è abile, e il materiale è molto buono. Dà qualcosa agli attori a cui rispondere, è all'altezza della sfida". Altri revisioni non sono state così gentili e ha ricevuto un punteggio di 42 su 100 da Metacritic, su una base di 20 recensioni.

## Colonna sonora
L'album è stato pubblicato il 4 febbraio del 2000 ed è prodotto dalla Hollywood Records.

### Tracce
1. Blue Skies for Everyone - Bob Schneider
2. Under the Sun - Big Kenny
3. Drunk is Better Than Dead - The Push Stars
4. Round & Round - Bob Schneider
5. This Time - Los Lobos
6. Is It Too Late? - World Party
7. More Than Rain - Tom Waits
8. It's a Man's Man's Man's World - James Brown
9. Staysha Brown - The Scabs
10. I'm Your Boogie Man - KC and the Sunshine Band
11. Start the Commotion - The Wiseguys
12. Caro Mio Ben - Helga Bullock

## Distribuzione
- Stati Uniti d'America: Gun Shy, 4 febbraio 2000
- Italia: Gun Shy - Un revolver in analisi, 12 maggio 2000